# Bokmärke (samlarobjekt)

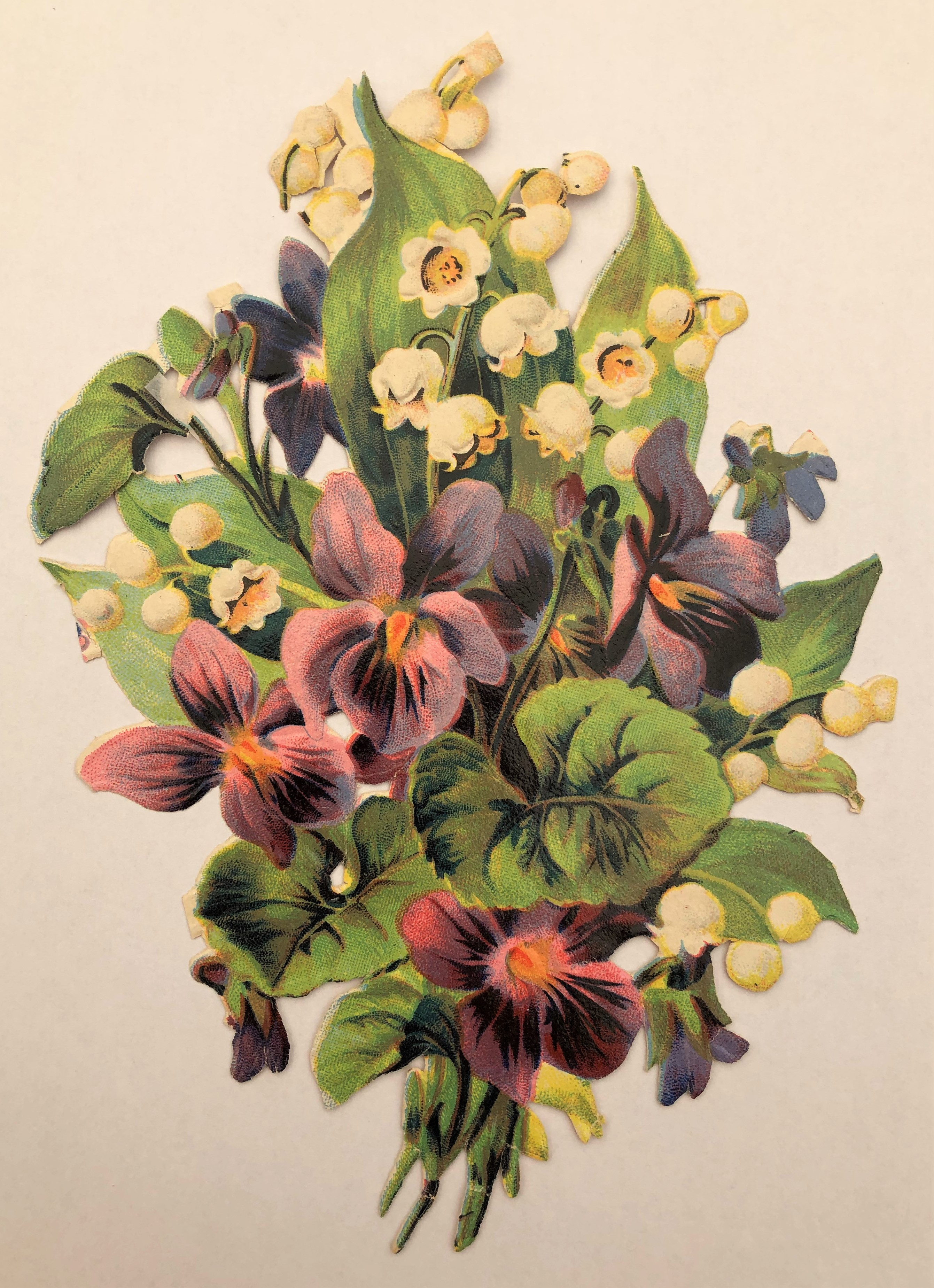
Gammalt bokmärke med en blombukett.

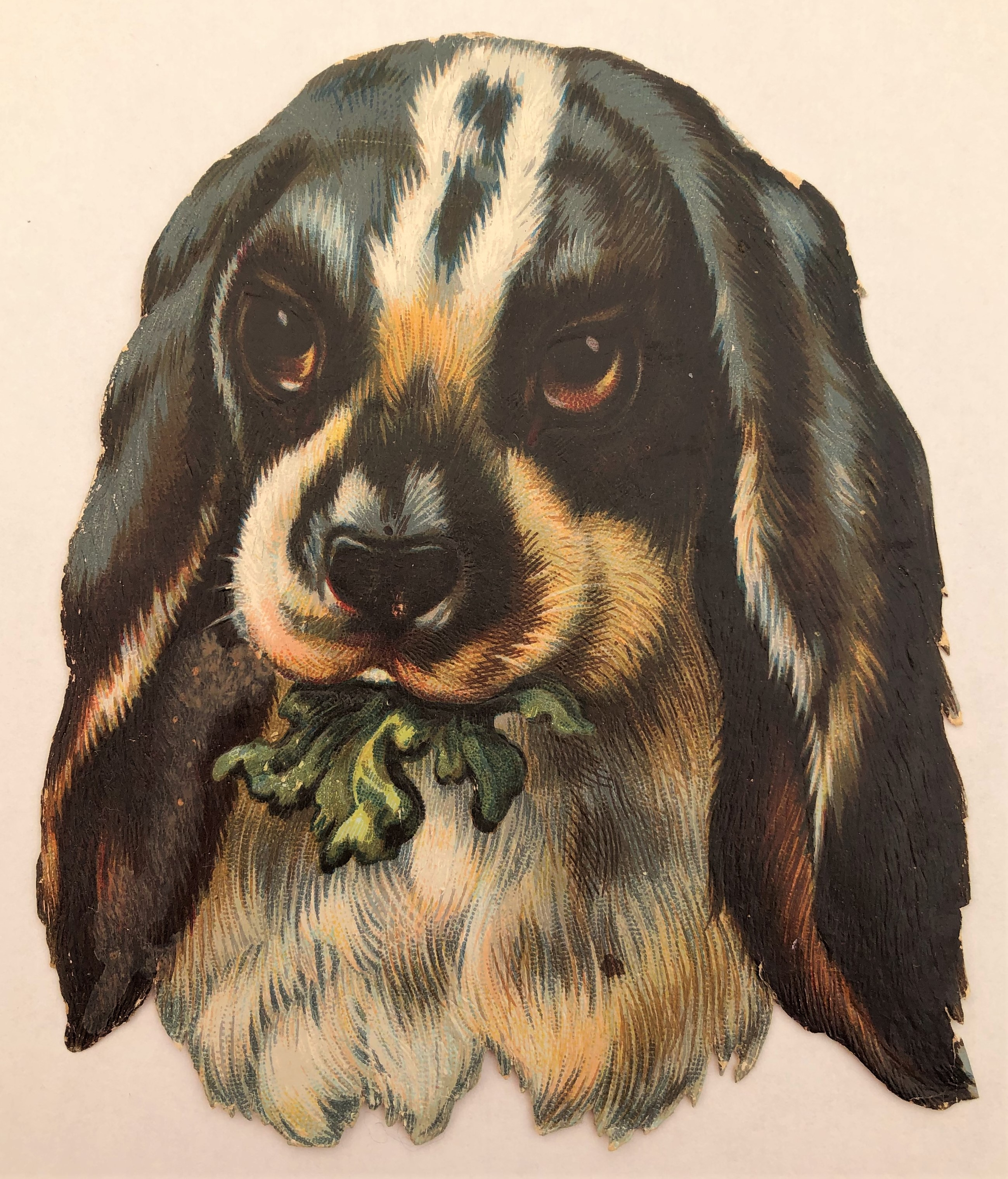
Gammalt bokmärke med en kanin.

Bokmärke, i finlandssvenskan glansbild, är en färgbild på papper som särskilt förr lades i en bok för att man skulle hitta tillbaka till uppslaget. Med tiden har bokmärken blivit mer av ett samlarobjekt och kan ses som en specifik form av samlarbild.

## Utseende
Moderna bokmärken är tryckta på glansigt papper och kan ibland ha glitter. Äldre bokmärken fick en glansig hinna efter tryckningen. De produceras och köps oftast i ark där de olika motiven sitter ihop med varandra. Tanken är att de ska klippas isär, men nutida samlare sätter oftast större värde på oklippta ark. Kännetecknande för bokmärken är att de till skillnad från klistermärken inte är självhäftande samt att pappret ofta är präglat.
Bokmärken har ofta ljusa eller starka färger, men motiven och stilen har varierat utifrån syftet med utgivningen. Några vanliga motiv är djur, blommor, änglar, barn och figurer ur sagor. Ett vanligt tema är högtider som påsk, jul och nyår. Många nytryckta bokmärken är reproduktioner av gamla motiv.

## Historia
Bokmärken har sitt ursprung i Tyskland. Den tysk-franske litografen Godefroy Engelmann (1788–1839) fick patent på tryckmetoden kromolitografi 1837. Affischer, reklam, vykort, bokmärken och reproduktioner av populära bilder från konsthistorien kunde med den metoden produceras med konsekvent färgkvalitet, i stora volymer och till en relativt låg kostnad.  
Det är svårt att exakt datera det första bokmärket. I början av 1800-talet gjordes små bilder i litografisk teknik, men först med handkolorerade färger. På 1830-talet kom tryckta och präglade bilder, en del i serier som man kunde klippa isär i enskilda bilder. I mitten av 1800-talet ökade produktionen av bilder som var utstansade, och som användes som enskilda bilder på exempelvis Valentinkort.  Det finns säkert daterade bokmärken från 1860-talet. På 1870-talet kom rotationspressar, maskingjort papper och förbättrade stans- och präglingsmaskiner.
Under 1880- och 1890-talet producerades en stor mängd bokmärken, med stor variation i motiven. Många av dem trycktes i Tyskland, även de som designades i andra länder, eftersom de skickligaste bokmärkestryckerierna fanns där.
Under början av 1900-talet blev efterfrågan på bokmärken mindre, och flera producenter slutade tillverka dem. Några producenter försökte hitta billigare tryckmetoder och inriktade sig mer på barn. 
Idag (2019) finns endast ett fåtal tryckerier kvar som tillverkar bokmärken, och många av dessa är nytryck av äldre motiv.

## Tryckning
Produktionen av bokmärken skedde traditionellt i flera steg. Först trycktes motivets färger separat, för ett bokmärke i hög kvalitet kunde det vara tjugo olika färgtryckningar. Därefter täcktes arken med en gelatin- eller gummifilm, för att dels bli glansiga och dels klara präglingen utan att trycket krackelerade eller pappret gick sönder. På tidiga märken användes ibland en limhinna som drog ihop sig med tiden och gjorde att kanterna rullade sig. På vissa kartor sprayades glitter av aluminium som smälte ihop med filmen på ytan.
Den präglade ytan, med upphöjda partier, skapades genom att pappret sträcktes något och pressades i stämpelmaskiner. På några extra dyra märken tillsattes därefter detaljer i bladguld.
Slutligen stansades arken så att det blev separata märken som satt ihop med tunna "stegar". För att avlägsna alla de bortskurna partierna var det ofta nödvändigt att dunka på arken. En del producenter gjorde fler kartor med fyrkantiga märken, som innebar mindre ansträngning att få bort överflödigt papper.
I början av 1900-talet, när efterfrågan minskade, började en del producenter introducera enklare tryckmetoder med färre färger, tunnare papper och mindre relief. På grund av ekonomisk depression och krig blev tillgången på kvalitetspapper lägre.  Under 1960- och 1970-talen blev många bokmärken gradvis enklare i färgtryck och reliefverkan, så att vissa bokmärken blev helt släta.

## Större producenter
Historiskt har Tyskland och England utmärkt sig bland bokmärkesproducenterna, men flera av de engelska firmorna hade sina rötter i Tyskland och stor del av tryckningen skedde där. 
Raphael Tuck  & Sons var en engelsk firma med stor produktion under 1800-talets slut och 1900-talets början.
Den tyska firman Littauer & Boysen (L&B) såldes 1920 delvis till Zoecke & Mittmeyer (Z&M), som grundats i början av 1900-talet, blev en stor producent av traditionella bokmärken under namnet P.B. Zoecke (PZB).
Den andra delen av L&B blev Mamelok & Söhne. Företaget flyttade till England 1934 och bytte namn till Mamelok Press (MP), för att på 1950-talet bli Mamelok Press Ltd (MPL).  Denna firma trycker fortfarande bokmärken och har haft en bred utgivning av moderna bokmärken med motiv som anpassats till tidseran. Exempel på modernare motiv som blivit populära bland samlare är exempelvis märken som Liselotte Fabig Distling illustrerade för Arthur F. Krüger (AFKH, senare namn bara Krüger) under 1940- och 1950-talen.
En stor tysk producent är Ernst Freihoff (EF) som förvärvat rättigheten till många tidigare tryckta kartor, bland annat från E. A. Schwerdtfeger (EAS). 
Utförliga tabeller med förlag, tryckerier och illustratörer finns i boken "Från sten till bokmärke" av Torleif och Karin Steinsson.

## Användning och samlande

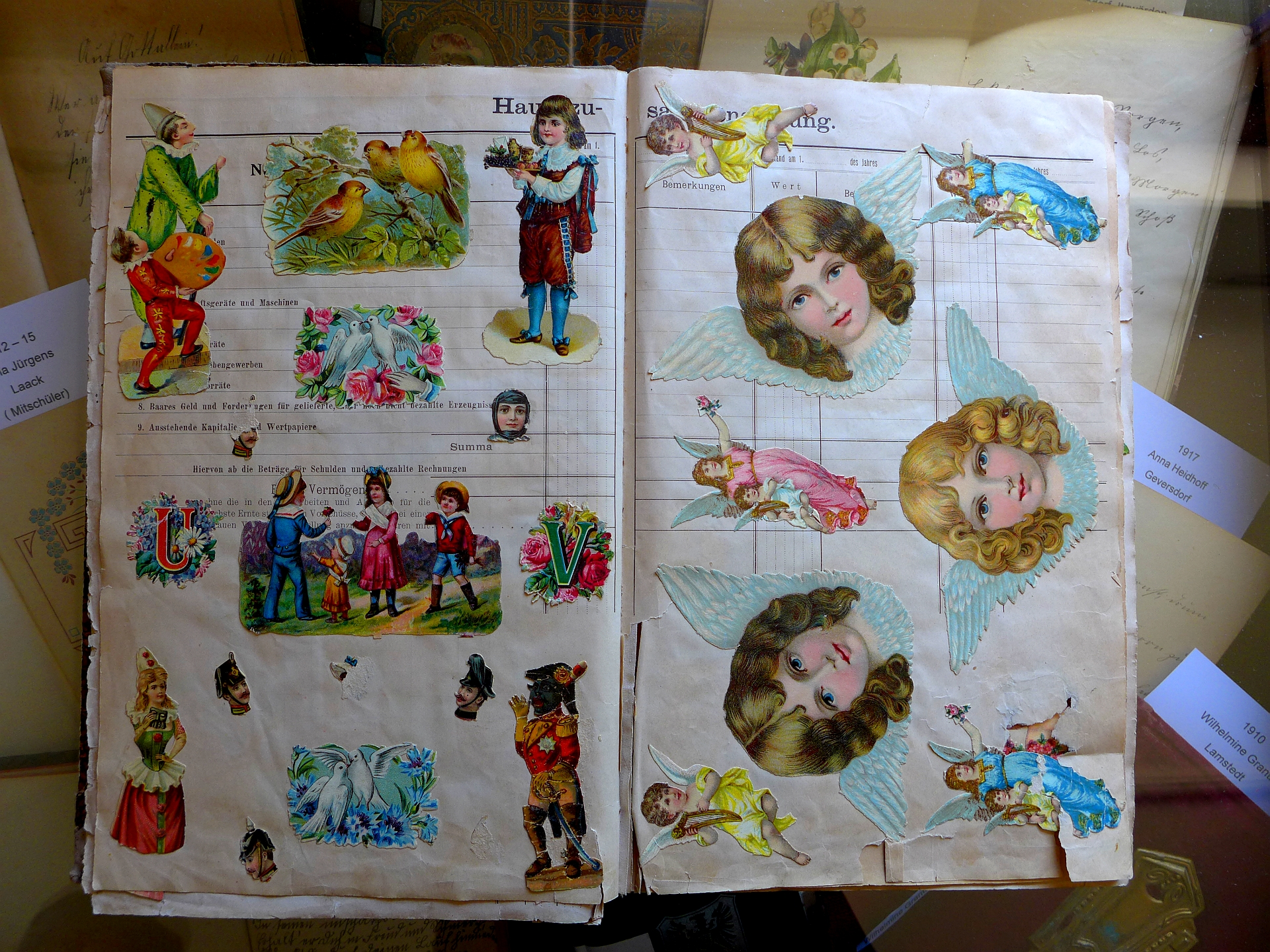
Bokmärken inklistrade i ett album.

Långt före att de egentliga bokmärkena fanns användes små bilder på liknande sätt. Lösa träsnittsblad såldes på marknader redan på 1400-talet. När boktryckarkonsten kom igång på 1500-talet var böcker dyra, medan små bilder var mera överkomliga i pris. I tyska "Stammbücher" förtecknade man släktingar men klistrade också in småbilder, och engelska "scrapbooks" innehöll på samma sätt olika sorters bilder och anteckningar.
På 1700-talet kunde bilder klistras på möbler och sedan fenissas över, för att få fina möbler som påminde om orientaliska lackarbeten. När bokmärken kom på 1800-talet blev det populärt att pryda stora skärmar med dem, liksom brickor och kistor.
Bokmärken har satts på kakor vid olika högtider, dop, konfirmationer, vigslar och begravningar. Tyskland hade en lång tradition av att använda bilder så, och man samlade sådana bilder i album. Önskemålen från bagarna utvecklade motiven hos producenterna. Glitter infördes för att ge en illusion av gnistrande snö
Under 1700-talet hade man utvecklat konsten med spetspapper som användes som inramning för små bilder. Tryckerier skapade under 1800-talet "tomma" kort att användas som hälsningskort eller Valentinkort. På dem kunde man sedan klistra ett bokmärke av eget val, kanske ett sådant som hade en lucka med dolt budskap. När frimärkena kom på 1800-talet ökade efterfrågan på vykort till olika högtider, och även till dessa användes ibland bokmärken.
Intresset för att samla bokmärken ökade när Liebig Company 1866 började ge en premie i form av en liten fyrkantig samlarbild när man köpte deras köttextrakt. Detta sätt att göra reklam blev snabbt populärt både hos kunderna och hos andra företag som hakade på trenden. Reklambilder trycktes också på stols-biljetter för olika arrangemang. 
Större märken som inte var reklam kunde exempelvis vara med drottning Victoria, uppfinningar och cirkus. I äldre tider såldes bokmärken ofta styckevis. När bokmärken började användas i pedagogiskt syfte hörde alla märken på kartan ihop i en serie. Då kunde märken klistras in i skolböcker, och visa exempelvis alfabetet eller olika djur och flaggor.
På 1800-talet var albumen ofta påkostade och bilderna klistrades in på ett elegant sätt. Det var vuxnas album, men allteftersom bokmärken blev billigare blev de populära bland barn. Dessa klistrade först upp sina märken i enkla kontorsböcker eller skrivhäften, men under 1900-talet producerades enklare album. Det skapades också album med klisterränder och tunn plast, där klistret trängde igenom märkena och gjorde dem oattraktiva för samlare.
Under 1900-talets mitt var bokmärken populära bland barn, men i slutet av 1900-talet blev de undanträngda av klistermärken och andra leksaker. Dock fick samlandet bland vuxna ett uppsving i stället, särskilt i Skandinavien.Numera (2019) finns det många aktiva vuxna samlare, som köper äldre bokmärken på olika auktionssidor och sociala medier, och använder referenssidor med utgivna kartor.

## Svenska bokmärken
I mitten på 1940-talet började svenska tryckerier producera bokmärken. På grund av kriget gick det inte längre att importera bokmärken från Tyskland och England, som tidigare var de stora leverantörerna till Skandinavien. Eric F. Olsson & Co blev den största producenten med ca 250 olika kartor. I början var det svårt att få tag på finare papper, så de första kartorna trycktes på grövre papper utan glans. 1971 såldes företaget till Williams förlag, som endast gav ut 18 kartor (varav 12 nytryck) under detta år, och sedan avslutades den svenska produktionen.
Några av de konstnärer som gjorde förlagorna var Maj Lindman, Helge Artelius, Lucie Lundberg, Stina Broomé och Ewa Schildt. Flest förlagor gjordes av Evalisa Agathon, och många av hennes kartor gavs senare ut i nytryck av Mamelok Press i England.
Andra svenska producenter var Sagokonst, Alga och Gunnar Wallén. Sagokonst tryckte 34 kartor, av bland andra Jenny Nyström, Einar Norelius och Kerstin Frykstrand. Alga tryckte 18 kartor av bland andra Maja Synnergren. Gunnar Wallén tryckte 9 kartor, som samtliga tecknats av Britt-Lis Erlandsson.